# Управління корпоративним контентом
Управління корпоративним контентом (англ. Enterprise Content Management, ECM) — це клас інтегрованих систем управління інформацією на підприємстві або в установі. Це результат інтеграції функціональних і технологічних рішень, інтеграційних додатків та обмін даними (включаючи ПРП), системи управління процесами та робочі процеси, системи електронного керування даними та вебконтент.
Цей термін охоплює стратегії, методи та інструменти, що використовуються протягом всього життєвого циклу інформації.

## Визначення
Асоціація з управління інформацією ([ Association for Information and Image Management]) та управління зображеннями (AIIM), глобальна асоціація з управління корпоративним контентом, визначила цей термін у 2000 році. AIIM кілька разів уточнює ярлик ECM, щоб відобразити розширення сфери та важливість управління інформацією:
2005 — Enterprise Content Management — це технології, які використовуються для захоплення, управління, зберігання, обслуговування та вмісту документів, пов'язаних із організаційних процесами.
2006 р. — Enterprise Content Management — це технології, які використовуються для захоплення, управління, зберігання, обслуговування та вмісту документів, пов'язаних з організаційних процесами. Інструменти та стратегії ECM дозволяють вам керувати неструктурованою інформацією вашої організації там, де вона існує.
2008 рік — Enterprise Content Management — це стратегії, методи та інструменти, що використовуються для захоплення, управління, зберігання, обслуговування та вмісту документів, пов'язаних із організаційних процесами. Інструменти та стратегії ECM дозволяють вам керувати неструктурованою інформацією вашої організації там, де вона існує.
2010 рік — Enterprise Content Management — це стратегії, методи та засоби, які використовуються для захоплення, управління, зберігання, обслуговування та вмісту документів, пов'язаних із організаційними процесами. ECM охоплює управління інформацією по всьому підприємству незалежно від того, чи є ця інформація у формі паперового документа, електронного файлу, потоку даних або електронної пошти [1].
Останнє визначення охоплює області, традиційно охоплені системами управління даними та документами. Це також включає перетворення даних між різними цифровими та традиційними формами.
Enterprise Content Management є загальний термін, що охоплює управління документами, управління вебконтентом, пошуку, спільної роботи, управління конфіденційною інформацією для юриспонденції, управління цифровими активами (DAM), управління робочими процесами (документообігу), захоплення і сканування. ECM в першу чергу зосереджується на управлінні життєвим циклом інформації від створення або першої публікації, шляхом обробки або архівування, до можливого видалення.
Додатки ECM представляє три способи: програмне забезпечення на місці локально встановленим в інфраструктурі своєї власної організації, програмне забезпечення як послуга (SaaS) онлайн доступ до інформації, яка зберігається в виробника програмного забезпечення) або гібридне рішення, або комбінація локальної установки в компонентах SaaS.
ECM націлений на полегшення управління корпоративною інформацією, спрощуючи зберігання, підвищуючи безпеку, контроль версій, технологічних шляхів та збереження. Переваги для організацій включають покращену продуктивність, покращений контроль та зменшені витрати. Приклади включають в себе облік і рахунок: перехід до електронних рахунків (відсканування паперових документів з можливістю вилучити у вигляді вкладень електронної пошти, EDI) і управління за допомогою ECM дозволяє зекономити використання паперу, а також вартість архівування, загального користування та транспортування між підрозділами або філіями підприємства. Крім того, пошук конкретного рахунку в архіві паперу може зайняти від декількох хвилин до декількох годин. ЕСМ дає змогу отримати доступ до бажаної текстури швидко.

## Історія
ECM, як система управління контентом, поєднує захоплення, пошук та обмін документами та електронне архівування, управління документами та робочий процес. Ця концепція в першу чергу стосується специфічних завдань використання та збереження внутрішньої, часто неструктурованої інформації компанії в усіх його формах. Саме тому більшість рішень ECM зосереджуються на системах «бізнес-працівник» (B2E).
З розвитком нових рішень ECM з'явилися нові можливості. Наприклад, коли документ перевіряється кожне його використання генерує нові метадані вмісту — деякою мірою автоматично. Інформація про те, як і при використанні контенту, дозволяє створити нову систему параметрів фільтрації, пошуку шляхів, виділення, корпоративної таксономії, семантичної мережі і рішення щодо правил зберігання (документ для управління життєвим циклом). Все частіше, процеси прийняття рішень використовуються повідомлення електронної пошти і миттєвих повідомлень — ECM може забезпечити доступ до даних, пов'язаних з цим типом зв'язку і використовувати їх у прийнятті бізнес-рішень.
Системи ECM може бути використаний в якості інтранет рішень для співробітників (B2E), але можуть також включати в себе корпоративні портали для бізнес-бізнес (B2B), бізнес-уряд (B2G), уряд-бізнес (G2B) або інший ділові відносини. Ця категорія включає в себе більшу частину раннього управління групової роботи і робочий процес, який ще не повністю включений ЕСМ архітектури, але працювати на вебінтерфейсі. Електронне керування даними — це форма електронної обробки даних, яка зберігається в електронному вигляді.
Технології, які складають ЕСМ є нащадками системи електронного документообігу (СЕД) з кінцем 80-х і початком 90-х оригінальні продукти EDMS були продуктами блоку, що забезпе, робочий процес, управління документами або Enterprise Relationship Management – управління корпоративними зв'язками (див. компоненти нижче).
Типовий ранній клієнт EDMS встановлює систему документообігу і управління документами зображень в малому масштабі, навіть тільки один відділ, в цілях вдосконалення процесів і поглинають паперу мігрують до міфічного електронного офісу. Перші автоматичні технології EDMS були розроблені таким чином, щоб заощаджувати час або покращувати доступ до інформації за рахунок скорочення обробки та зберігання паперу, що зменшує втрату документів та забезпечує більш швидкий доступ до інформації. EDMS може забезпечити електронний доступ до інформації, яка раніше була доступна лише на папері або на мікрофільмі. Удосконалюючи процеси управління документами та обробки документів, EDMS покращила трудомістку ділову практику. Аудиторський шлях, створений EDMS, має підвищену безпеку документів та показники для покращення вимірювання та продуктивності.
До кінця 1990-х років промисловість EDMS продовжувала неухильно зростати. Ці технології були визнані організаціями, які потребували адресних, тактичних рішень для конкретних проблем бізнесу.
З часом, коли все більше і більше організацій досягли циклів продуктивності за допомогою цих технологій, стало зрозуміло, що різні категорії продуктів EDMS доповнюють один одного. Організації все частіше хотіли використовувати декілька продуктів EDMS одночасно. Розглянемо, наприклад, обслуговування клієнтів — де можна поєднувати керування зображеннями, сканування, управління документами та робочий процес, щоб дозволити працівникам краще вирішувати проблеми з клієнтами. Точно так же облік може отримати доступ постачальника рахунків-фактури із системи ERM, образів системи управління закупівлями (включаючи сканування) і угод з системою управління документами як частина робочого процесу затвердження. Компанії існували в Інтернеті, тому вони хотіли представити інформацію через Інтернет, що потребувало управління вебконтентом. Організації, що автоматизують окремі підрозділи, усвідомили, наскільки більша цінність може бути отримана шляхом впровадження більш широкої системи. Величезна кількість документів, що проходять через безліч відділів і впливає на багато процесів на підприємстві, вигоди, які були досягнуті на рівні окремих організаційних одиниць можуть бути досягнуті в більшому масштабі на рівні всієї організації.
Рух до інтегрованих рішень EDMS відображає загальну тенденцію у галузі програмного забезпечення: рішення, що розвиваються, для більш комплексних рішень. Наприклад, на початку 90-х років програма обробки текстів, електронних таблиць та презентацій була окремими продуктами. Тоді ринок рухався до інтеграції, бачучи коріння.
Спочатку лідери запропонували безліч автономних технологій EDMS як декілька систем в одному, у пакеті «suite», з невеликою функціональною інтеграцією або без нього. Протягом 1990-х років інтеграція зросла, і з 2001 року галузь почала використовувати термін Enterprise Content Management для цих інтегрованих рішень.
Тепер організації можуть впроваджувати єдиний гнучкий ECM для управління інформацією у всіх функціональних сферах, включаючи обслуговування клієнтів, облік, кадрове забезпечення тощо.

## Застосування рішень ECM
Є багато причин, чому організації схильні використовувати рішення ECM, такі як необхідність підвищення продуктивності, поліпшення контролю інформації та зменшення загальної вартості управління інформацією для підприємства. Програми ECM поліпшують доступ до даних за допомогою ключових слів та повнотекстового пошуку, дозволяючи співробітникам отримувати доступ до потрібної їм інформації безпосередньо з своїх комп'ютерів протягом кількох секунд, замість того, щоб шукати кілька програм або перекодувати їх через паперові файли.
Ці системи управління збільшують контроль за даними обліку, допомагаючи організаціям дотримуватися правових та галузевих правил. Захист найбільш чутливих даних на рівні безпеки, функціональність та навіть захист від документів на рівні користувача. Фактично, навіть інформація, що міститься в конкретному документі, може бути прихована редакційною функцією, так що іншу частину документа можна розділити, не втрачаючи вашої особистої ідентичності чи ключових даних. Будь-які дії, вжиті всередині системи, відслідковуються та записуються для контролю.
Системи ECM зменшують потребу в зберіганні та обробці паперових документів та потреб в доставці, а також підвищують продуктивність праці та більш обґрунтоване прийняття рішень на підприємстві, що призводить до зниження загальної вартості управління інформацією. Служби ECM SaaS переводять капітальні витрати на серйозні сервери та мережеве обладнання на менші місячні експлуатаційні витрати, а також зменшують ресурси ІТ, необхідні для управління чутливими бізнес-даними.
Таким чином, системи ECM оптимізують пов'язані з ними документи та бізнес-процеси, тим самим зменшуючи витрати, підвищуючи контроль над ключовими даними та прискорюючи роботу. Тепер доступні калькулятори (наприклад, калькулятор рахунків-фактур), які легко перераховують обидва переваги у певних значеннях (кількість, хвилини).

## Componenty systemu
ECM складається з окремих частин, які також можуть використовуватися як окремі системи без необхідності створення загальносистемної системи [2].
AIIM визначила п'ять основних компонентів ECM:
- Захоплення (ang. Capture),
- Управління (ang. Manage),
- Переховування (ang. Store),
- Збереження (ang. Preserve)
- Постачання (ang. Deliver).

### Захоплення
Захоплення передбачає перетворення паперової інформації в електронну форму, як правило, шляхом сканування. Захоплення також використовується для організації електронних файлів та інформації в узгоджену структуру документів, яку можна керувати. Технології захоплення також включають створення метаданих (індексних значень), які описують особливості документа, що полегшує пошук за допомогою функції пошуку. Наприклад, медична карта як значення індексу може містити ідентифікатор пацієнта, ім'я пацієнта, дату візиту та процедуру, що полегшує медичний персонал для розміщення картки.
Автоматичне або напівавтоматичне захоплення може витягувати дані з документів EDI або XML-файлів, бізнес-додатків та ERP, а також інших існуючих спеціалізованих систем.

#### Технології розпізнавання
Різні технології використовуються для отримання інформації від сканованих документів та факсів, наприклад:
- Оптичний розпізнавання символів (OCR) — перетворює текстові зображення в буквено-цифрові символи.
- Розпізнавання символів рукописного тексту (HCR) –перетворює рукописні текстові зображення в буквено-цифрові символи. Дає кращі результати у випадку короткого тексту в фіксованому місці, ніж текст неправильної форми.
- Інтелектуальне розпізнавання символів (ICR) — розширює можливості OCR та HCR для використання порівнянь, логічних з'єднань та перевірок на основі списків та наявних основних даних для покращення розпізнавання. Наприклад, у такій формі, де підсумовується стовпчик чисел, точність діагнозу можна контролювати шляхом додавання розпізнаних чисел та їх порівняння з сумою в оригінальній формі.
- Оптичний маркер розпізнавання (OMR) — читає «теги» у певних областях, наприклад, прапорці, часто використовуються для опитувань, форм тощо.
- Розпізнавання штрих-коду (англ. Barcode) —  це кодування продуктів та інших комерційних даних.

#### Очищення зображення
Особливості очищення зображення включають обертання, випрямлення, регулювання кольорів, переміщення, масштабування, вирівнювання, розділення сторінок, анотації та видалення бруду.

#### Обробка форм
Обробка форми — захоплення друкованих форм за допомогою сканування та електронних форм та їх подальша обробка. Технології розпізнавання, описані вище, часто використовуються, тому що добре розроблені форми дозволяють велику кількість автоматичної обробки. Автоматизована обробка може використовуватися для захоплення електронних форм, таких як ті, що подаються через вебсторінки, якщо макет, структура, логіка та вміст відомі системі захоплення.

#### COLD
COLD (Computer Output to Laser Disc) берігає звіти та інші документи на оптичних дисках або інших формах цифрового архівування, що використовуються для поточної роботи ECM. Інше ім'я — ERM (Enterprise Report Management). На початку ця технологія стосується тільки лазерних дисків, назва не змінилася, незважаю чи на те, що замінила їх іншими технологіями.

#### Агрегація
Агрегація об'єднує документи з різних додатків. Мета полягає в уніфікації даних з кількох джерел, передача їх до систем зберігання та обробки в одній структурі та форматі.

#### Індексація компонентів
Індексування робить його швидким та простим для пошуку та пропонує альтернативні способи упорядкування своєї інформації.
Як автоматичне, так і ручне індексація атрибутів можна оптимізувати за допомогою попередньо розроблених вхідних та проєктних профілів. Вони можуть описати класи документів, які обмежують кількість можливих значень індексу або автоматично призначають певні критерії.
Автоматичні класифікаційні програми можуть витягувати індекс та категорію та автоматично надсилати дані. Такий спосіб класифікації або класифікації можливий за допомогою основної інформації, що міститься в електронному документі. Їх призначення можливе на основі заздалегідь визначених критеріїв або процесу самонавчання. Цей метод можна використовувати з факсами, конвертованими за допомогою OCR, офісних файлів або вихідних файлів.

### Управління
Категорія управління охоплює п'ять традиційних областей застосування:
- управління документами
- співпраця (або спільна програма, відома як групова програма)
- управління вебвмістом (включаючи вебпортали)
- управління записами
- робочий процес та управління бізнес-процесами (BP)

Керування включає елементи, які можуть використовуватися разом або як окремі функції. Управління документами, керування вебконтентом, співпраця, робочий процес та управління бізнес-процесами спрямовано на динамічну частину інформаційного життєвого циклу. Управління документами зосереджується на управлінні завершеними документами відповідно до принципів управління документообігом в організації (як для паперового, так і електронного збереження), які, в свою чергу, повинні відповідати галузевим нормам та практиці.
Всі компоненти цієї категорії також включають бази даних та системи авторизації доступу. Ці компоненти пропонуються як окремо, так і в пакетах у вигляді інтегрованих компонентів, і в багатьох випадках вже містять компоненти переховування. Всі компоненти цієї категорії також включають бази даних та системи авторизації доступу. Ці компоненти пропонуються як окремо, так і в пакетах у вигляді інтегрованих компонентів, і в багатьох випадках вже містять компоненти переховування.

#### Управління документами
Управління документами в цьому контексті стосується систем управління документами у вузькому сенсі контролю документів від створення до архівування. Управління документами включає в себе такі функції:
- зареєструватися / перевірити — для забезпечення узгодженості збереженої інформації,
- управління версіями — для відстеження різних версій однієї і тієї ж інформації з змінами та відпусками (однакова інформація в різних форматах),
- пошук і навігація — пошук інформації та контекстів,
- організація документів — у структурах, таких як файли, папки та огляди.

В даний час управління документами все більше збігається з іншими компонентами управління, офісними додатками, такими як Microsoft Outlook і Exchange, Lotus Notes та Domino, а також «функції бібліотеки» для адміністрування даних.

#### Співробітництво
Елементи співробітництва ECM допомагають користувачам працювати разом для розробки та обробки вмісту. Багато хто з цих елементів походить від програмних пакетів або програмного забезпечення групової роботи. Системи співробітництва ECM йдуть набагато далі і включають компоненти управління знаннями.
ECM системи полегшення спільної роботи з використанням інформаційних баз даних і методів їх обробки, які призначені для використання декількома користувачами одночасно, навіть якщо ці користувачі працюють на одній і тій же товарній позиції. Вони використовують знання на основі вмінь, ресурсів та загальних даних для обробки загальної інформації. Це може включати в себе елементи управління, такі як віртуальні столи для мозкового штурму, графіки та системи управління проєктами та комунікаційних додатки, такі як. Використання відеоконференцій і т. д.
ECM, що використовується для співпраці, також може інтегрувати інформацію з інших програм, що дозволяє здійснювати спільну обробку даних.

#### Управління вебконтентом
Сфера застосування Enterprise Content Management об'єднує системи управління вебконтентом. Web Content Management як компонент ECM використовується для передачі інформації, вже існуючої та керованої в сховищі ECM, але вебінформація, екстранет або портал використовують модулі робочого процесу, контроль доступу, версію, доставку та авторизацію. WCM замість інтегрованої функціональності ECM. Є лише кілька прикладів успішних реалізацій, де репозиторій документів та вебконтент управляються разом.

#### Керування конфіденційними даними (керування архівами та файлами)
На відміну від традиційних систем електронного архівування, конфіденційне управління даними означає чисте адміністрування важливої інформації та даних, які організаціям потрібно архівувати. Управління даними не залежить від засобів масової інформації — управління даними не обов'язково повинно зберігатися в електронному вигляді, воно також може бути в традиційних формах. Деякі функції керування даними:
- візуалізація файлових планів та інших структурованих індексів для структурованого зберігання інформації,
- неоднозначне індексування інформації, підтримуваної словниками або контрольованими списками слів,
- керувати графіками збереження та видалення,
- захист інформації відповідно до його характеристик, іноді посилаючись на окремі елементи змісту в документах,
- використання стандартизованих метаданих міжнародних, галузевих або компаній, щоб однозначно ідентифікувати та описати збережену інформацію.

#### Workflow
Існують різні типи робочого процесу: стандартизований робочий процес, який використовує заздалегідь визначені послідовності для керування процесами та керування процесами, а також спеціальний робочий процес, в якому користувач періодично визначає послідовність процесів.
Всесвітній поток може бути реалізований як робочий процес рішення, з яким працюють користувачі або як двигун робочого процесу, який у фоновому режимі контролює потік інформації та даних.
Управління робочим процесом включає в себе наступні функції:
- візуалізація процесів та організаційних структур,
- захоплення, адміністрування, візуалізація та представлення згрупованої інформації та пов'язаних з ним документів або даних,
- включіть інструменти обробки даних (наприклад, спеціальні програми) та документи (наприклад, офісні продукти),
- паралельна та послідовна обробка процедур під час запису,
- нагадування, зустрічі, завдання та інші адміністративні функції,
- моніторинг та документація процесу статусу, маршрутизації та представлення результатів,
- інструменти для проєктування та відображення процесу.

Основна мета — максимально автоматизувати процеси шляхом введення всіх необхідних заходів.

#### Управління бізнес-процесами
Управління процесами (ang. Business Process Management, BPM) об'єднує системи управління вебконтентом. Вебвміст як компонент ECM використовується для передачі інформації, вже існуючої та керованої в сховищі ECM, але вебінформація, екстранет або портал використовують модулі робочого процесу, контроль доступу, версію, доставку та авторизацію.
BPM пропонує повний набір функцій робочого процесу, забезпечуючи моніторинг процесу та моніторингу даних на рівні сервера. EAI (Enterprise Application Integration) — використовується для об'єднання різних додатків Business Intelligence з дизайном правил — інтегрує сховища даних та надає інструменти, які допомагають користувачам працювати, аналізувати дані та приймати рішення.

### Зберігання
Функція «Зберігання» тимчасово зберігає інформацію, яка не є обов'язковою, бажаною або не готова до тривалого зберігання та захисту. Навіть якщо ця функціональність працює на даних, які є довгостроковим архівацією, Збереження як і раніше є окремою функцією від функції збереження.
Компоненти зберігання можна розділити на три категорії: сховища як місця зберігання, функції бібліотек як частина адміністрування сховища та технології зберігання. Ці елементи іноді зустрічаються на рівні операційної системи (наприклад, файлової системи). Технології безпеки, які працюють разом із Deliverables. Однак технології безпеки, включаючи контроль доступу, є основними компонентами рішення ECM.

#### Сховища
Репозиторії ECM можуть використовуватися разом у різних комбінаціях. Серед можливих типів сховищ ми можемо згадати:
- Файлові системи. Вони в основному використовуються для тимчасового зберігання як тимчасової пам'яті для операцій вводу / виводу. Метою ECM є зменшення завантаження файлової системи та обміну інформацією за допомогою технологій керування, зберігання та зберігання.
- Системи управління контентом — це правильний вміст сховища, який може бути базою даних або спеціалізованою системою зберігання даних.
- Бази даних — керувати доступом до інформації, але їх також можна використовувати для зберігання документів або вмісту безпосередньо.
- Складські дані — це складні системи зберігання даних на базі даних, які стосуються різних джерел або надають їм інформацію. Вони також можуть виконувати глобальні функції, такі як оптовики чи документи.

#### Функції бібліотеки
Функції бібліотеки є адміністративними частинами ECM, які займаються питаннями доступу до інформації. Функція бібліотеки відповідає за завантаження та зберігання інформації з компонентів Capture and Management. Він також управляє місцями зберігання в кеш-пам'яті, фактичним сховищем і в довгостроковій перспективі в архіві. Місце зберігання визначається виключно характеристиками та класифікацією інформації. Функція бібліотеки працює разом із базою компонентів управління, щоб забезпечити необхідні пошукові та пошукові функції.
Функція бібліотеки повинна мати параметри управління версією, щоб контролювати інформацію про статус, а також зареєструвати / скасувати реєстрацію, щоб забезпечити одночасне редагування документа.
Функція бібліотеки генерує журнали користування та редагування, що називаються «аудиторські сліди».

#### Технології зберігання даних
Різноманітність технологій, що використовуються для зберігання інформації дуже великий, наприклад, жорстких дисків, як правило, налаштовані як RAID, SAN (Storage Area Network), NAS (Network Attached Storage), магнітні стрічки, оптичні диски, або в так званому сховище. хмара.

### Зберігання
Зберігання базується на тривалому, надійному зберіганні та резервному копіювання статичної, незмінної інформації. Як правило, поведінка досягається завдяки функціям керування записами ECM, які часто розробляються, щоб допомогти організаціям відповідати регуляторним та галузевим нормам
Будь-яка оброблена інформація / дані остаточно перестають змінюватися та стати статичними. Функції збереження ECM підтримують довгострокове безпечне зберігання та резервне копіювання статичної інформації, а також тимчасовий зберігання інформації, яка не потребує архівування. Електронне архівування, як суто концепція, набагато більше функціональних можливостей, ніж компоненти ECM Save. Електронні архівні системи, як правило, складаються з комбінації адміністративного програмного забезпечення, такого як конфіденційна обробка даних, управління зображеннями, функції бібліотек, інформаційно-пошукові системи та підсистеми архівування.
Серед засобів довгострокового запису та зберігання даних можна виділити так звані. WORM (Write Once Read Many) інструменти у формі одноразових оптичних дисків, магнітних стрічок або спеціального програмного забезпечення для керування читанням та запису (Soft-WORM). Довгостроковий носій даних — також папір — в контексті систем ECM використовується лише як подвійна електронна інформаційна безпека.

### Доставка
Функція ECM Delivery відображає інформацію з керування, зберігання та збереження. Модель компонентів AIIM для ECM є функціональною і не нав'язує жорсткої ієрархії; Deliver компоненти можуть містити функції для введення інформації в інші системи (наприклад, надання інформації на носій або формування відформатованих вихідних файлів) або для підготовки інформації, наприклад. Шляхом перетворення його формат або стискати інгредієнти для зберігання і консервації. Функціональність категорії «Доставка» також відома як «вихід» інформаційних технологій у цій категорії, які часто називають «керування виведенням».
Доставка складається з трьох груп: трансформаційних технологій, технологій безпеки та розподілу. Трансформація та безпека як послуги є посередницькими і повинні бути однаково доступними для всіх компонентів ECM. На виході з цих двох функцій мають першорядне значення: розташування і дизайн (з інструментами для розміщення і форматування виводу) і публікації (з додатками для надання інформації для розповсюдження та публікації).
Коротко кажучи, доставка ECM надає користувачам інформацію. Безпечне розподіл, співпраця та управління версіями є передовим. У деяких випадках ці елементи як і раніше використовуються як автономні системи без впровадження всього ECM для кожного організаційного підрозділу.
Технології безпеки використовуються у всіх функціональних можливостях ECM. Наприклад, електронні підписи використовуються не тільки тоді, коли документи будуть відправлені, але і під час збору даних шляхом сканування, щоб документувати повноту захоплення. Інфраструктура відкритих ключів є основною технологією електронних підписів. Він управляє ключами та сертифікатами та перевіряє справжність підписів. Інші електронні підписи підтверджують особу відправника та цілісність переданих даних, тобто вони є повними та незмінними.
В Європі існує три типи електронних підписів різного ступеню якості та безпеки: прості, просунуті та кваліфіковані. У більшості європейських країн кваліфікований електронний підпис є юридично дозволеним в юридичних документах та контрактах.
Управління цифровими правами (DRM) та водяні знаки використовуються для синдикації контенту, управління активами в засобах масової інформації та управління та захисту інтелектуальної власності та авторських прав. DRM працює з такими технологіями, як електронні водяні знаки, які інтегровані безпосередньо в файл і призначені для захисту ваших прав на використання та захисту вмісту, розміщеного в Інтернеті.
Розподіл
Всі перераховані вище технології служать для того, щоб надавати користувачам ECM вміння різними способами, використовуючи засоби, орієнтовані на користувача та орієнтовані на користувача. Вони можуть бути активними інгредієнтами, такими як електронна пошта, носії інформації, нотатки та пасивне видання на вебсайтах та порталах, де користувачі можуть одержувати інформацію самостійно. Можливі результати та способи розподілу включають:
- IІнтернет (включаючи екстранет, інтрамережі, портали електронного бізнесу, портали працівників),
- e-mail,
- fax,
- передача даних через EDI, XML або інші формати
- мобільні пристрої, такі як мобільні телефони, КПК тощо,
- носії інформації, такі як компакт-диски та DVD-диски,
- цифрове телебачення та інші мультимедійні послуги,
- папір.

Різні елементи Постачання надають користувачам інформацію, яка є оптимальною для застосування, де можливо контролювати її використання.

## Дослідження ECM у Європі— звіт IDC
У 2013 році компанія International Data Corporation (IDC), американська консалтингова компанія з досліджень та маркетингових досліджень (зокрема телекомунікацій та ринку інформаційних технологій) опублікувала корпоративне керування вмістом: перетворення хаосу в продуктивність на очікування підприємств та переваги та рентабельність інвестицій Система ECM[5]. Аналіз проводився на основі досліджень, проведених серед керівників 150 середніх та великих компаній з Німеччини, Франції та Польщі.
Основні висновки доповіді:
- 69 % опитаних організацій як головна причина впровадження ECM показали необхідність створення центрального рішення, що покращує доступ до даних, підвищує безпеку та знижує витрати на обслуговування,
- 74 % компаній заявляють про досягнення найменш очікуваного рентабельності інвестицій від впровадження ECM,
- Спочатку 61 % респондентів планували впровадити систему ECM в одній або декількох галузях своєї діяльності, але розширили її реалізацію до додаткових областей внаслідок позитивного досвіду першого розгортання.